# Kathedrale von Valencia (Venezuela)

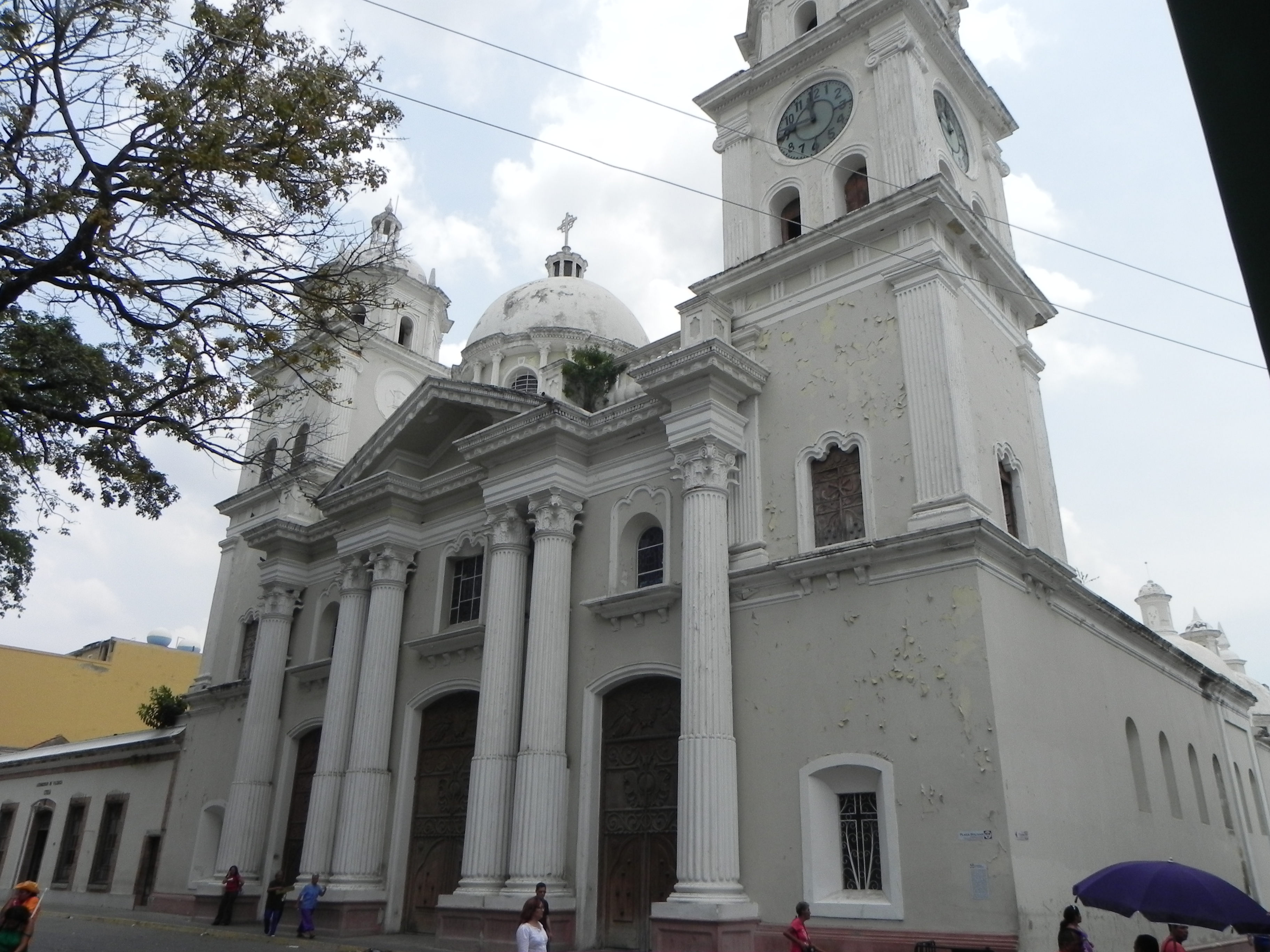
Fassade der Kathedrale

Die Kathedrale von Valencia oder die Kathedralbasilika Unserer Lieben Frau der Hilfe (spanisch Basílica Catedral de Nuestra Señora del Socorro) ist eine römisch-katholische Kirche in Valencia, der Hauptstadt des venezolanischen Bundesstaates Carabobo. Die Kathedrale des Erzbistums Valencia en Venezuela ist der Gottesmutter Maria gewidmet. Sie ist eine Basilica minor und ein nationales historisches Denkmal.

## Geschichte
Der Baubeginn der damaligen Pfarrkirche erfolgte vermutlich 1580. Die Fertigstellung sollte aber erst Ende des 18. Jahrhunderts bis Anfang des 19. Jahrhunderts erfolgen, unter anderem führten die Unabhängigkeitskriege zu Stillständen. Das Zentrum des Marienheiligtums bildet die Statue Nuestra Señora del Socorro, welche 1910 nach Beschluss von Papst Pius X. eine kanonische Krönung erhielt. Mit der Schaffung des Bistums Valencia 1922 durch Papst Pius XI. wurde die Kirche zur Kathedrale erhoben. 1960 verlieh Papst Johannes XXIII. ihr zusätzlich den Titel Basilica minor. Das Marienheiligtum wurde 2010 von Papst Benedikt XVI. mit der Goldenen Rose ausgezeichnet.

## Bauwerk
Die Kathedrale steht an der zentralen Plaza Bolívar. Sie zeigt deutlich den architektonischen Einfluss der Kolonialarchitektur. Nach der ersten Bauphase von 1580 bis 1590 erfolgten Umgestaltungen 1710, 1818–1820, 1830 und 1890, als einige Seitenkapellen hinzugefügt wurden. Darunter befinden sich die Passionskapelle, die Josefskapelle und die Kapelle der Virgen del Socorro mit ihrem schönen Altar.
Unter Bischof Gregorio Adam Dalmau, der die Diözese fast 25 Jahre bis 1961 leitete, wurde 1942 und 1950 die Kathedrale an der Fassade umgestaltet, er fügte dem Chor auch eine Kuppel hinzu und errichtete die Kapelle Unserer Lieben Frau von Coromoto. 2015 wurde die Kathedrale restauriert. Die Fassade wird durch zwei Glockentürme eingefasst. Am zentralen Portikus tragen insgesamt sechs Säulenpaare einen vorgesetzten Giebel, hinter dem sich eine Kuppel befindet. Die Kathedrale besitzt drei Kirchenschiffe in der Bauform einer Basilika, an deren Seitenschiffe sich noch die Kapellen anschließen.

## Ausstattung
Die Kathedrale ist mit Bildern aus dem späten 19. und frühen 20. Jahrhundert ausgestattet. Die ältesten Bilder befinden sich jedoch in der Passionskapelle, Holzschnitzereien, die in Polychromie aus der Kolonialzeit stammen, ebenso das Bild Christi am Kreuz zusammen mit den Bildern von Maria und Johannes am Fuße davon. Weiterhin das Bild der Schutzpatronin der Stadt, der Virgen del Socorro, die einen besonderen Platz im Heiligtum einnimmt. Mehrere Kunstwerke stammen von bedeutenden Malern wie Antonio Herrera Toro und Pedro Castillo, dem Großvater des Malers Arturo Michelena.